# Franciszek Ząbecki

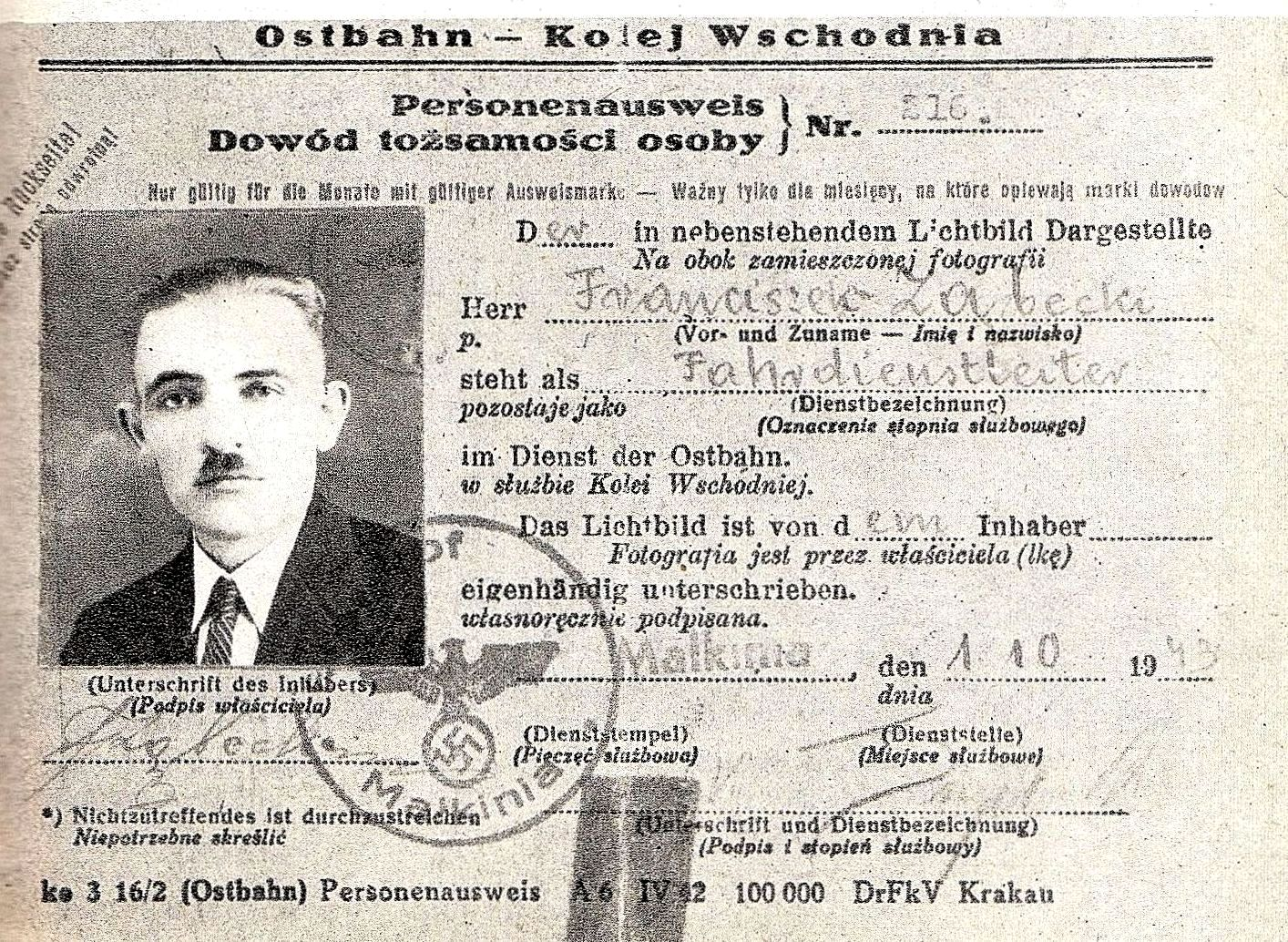
Dowód tożsamości wystawiony w 1943 przez Generalną Dyrekcję Kolei Wschodniej

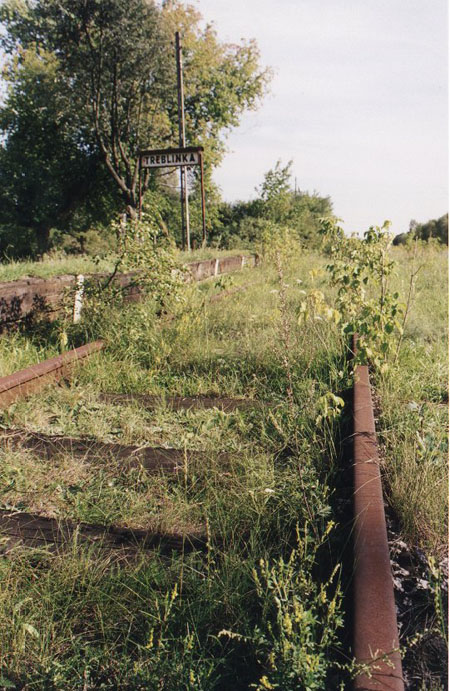
Opuszczona stacja kolejowa w Treblince (2000)

Franciszek Ząbecki ps. „Dawny” (ur. 8 października 1907 w Łyszkowicach, zm. 11 kwietnia 1987) – żołnierz Wojska Polskiego, członek Armii Krajowej, w latach 1941–1944 zawiadowca stacji Treblinka, świadek podczas powojennych procesów zbrodniarzy hitlerowskich.

## Życiorys
W 1925 r. rozpoczął pracę na kolei jako praktykant-radiotelegrafista na stacji w Bednarach. W latach 1929–1931 odbył służbę wojskową w Zegrzu. Po zakończeniu służby wojskowej w poszukiwaniu pracy trafił do Sokołowa Podlaskiego.
Walczył w kampanii wrześniowej w 1 batalionie telegraficznym. 17 września dostał się do niewoli sowieckiej. Po dwóch miesiącach, wraz z innymi polskimi żołnierzami, został przekazany władzom niemieckim i trafił na roboty do Niemiec. Z uwagi na zły stan zdrowia w marcu 1941 udało mu się uzyskać zwolnienie z robót i wrócić do Sokołowa Podlaskiego.
22 maja 1941 roku rozpoczął pracę dla niemieckiej Generalnej Dyrekcji Kolei Wschodniej na stacji kolejowej w Treblince, przy której zamieszkał. Jako członek 8. Brygady Kolejowej AK otrzymał zadanie zbierania informacji na temat niemieckich transportów wojskowych przechodzących przez stację i przekazywania ich władzom AK. Po zbudowaniu niedaleko stacji obozu zagłady Treblinka II Ząbecki otrzymał polecenie spisywania wszystkich transportów więźniów kierowanych do nowego obozu przez stację Treblinka.
Pierwszy pociąg z Żydami z warszawskiego getta wyjechał z Warszawy 22 lipca 1942 i przybył do Treblinki 23 lipca we wczesnych godzinach rannych. Od tego dnia Ząbecki notował wszystkie transporty Żydów. Oprócz gromadzenia informacji, które były przekazywane dowództwu AK, wraz z innymi polskimi kolejarzami pomagał Żydom uciekającym z transportów.
6 sierpnia 1944 z narażeniem życia wyniósł z zaminowanego budynku stacji część dokumentów, będących dowodami zbrodni popełnionych w Treblince. Materiały te zostały później wykorzystane w procesach przeciwko niemieckim zbrodniarzom. Franciszek Ząbecki oceniał, że liczba zamordowanych w obozie śmierci Treblinka II była wyższa niż szacunki historyków i wynosiła ok. 1 mln 297 tysięcy osób.
W czasie okupacji ukończył konspiracyjną szkołę podchorążych otrzymując stopień plutonowego podchorążego (podporucznika).
Po 1945 r. pracował na kolei w Białej Podlaskiej, Sochaczewie i Piasecznie. W listopadzie 1953 cała rodzina przeniosła się do Piastowa. Ostatnim miejscem pracy Ząbeckiego był Centralny Ośrodek Badań i Rozwoju Techniki Kolejnictwa w Warszawie. Przeszedł na emeryturę w grudniu 1969.
Swoje wspomnienia opisał w wydanej w 1977 r. książce Wspomnienia dawne i nowe. Był bohaterem filmu dokumentalnego Świadek oskarżenia nakręconego przez Wytwórnię Filmową „Czołówka”.
Zmarł 11 kwietnia 1987. Został pochowany na cmentarzu parafialnym w Pruszkowie-Żbikowie.

## Odznaczenia
Franciszek Ząbecki został odznaczony Krzyżem Kawalerskim Orderu Odrodzenia Polski (1972) oraz Krzyżem Armii Krajowej (1975).

## Udział w procesach przeciwko hitlerowskim zbrodniarzom
- Zeznawał 19 stycznia 1965 w Düsseldorfie. Oskarżeni: Kurt Franz – były zastępca komendanta obozu zagłady, August Wilhelm Miete, Heinrich Matthes, Willi Mentz, Gustav Münzberger, Otto Stadie, Franz Suchomel, Erwin Lambert, Franz Albert Otto Rum, Richard Otto Horn – członkowie załogi obozu.
- Zeznawał 9 września 1966 w Bielefeldzie. Oskarżeni: Wilhelm Altenloh – komendant policji bezpieczeństwa i SD w Białymstoku, Lothar Heimbach, Heinz Errelis, Richard Dibus – funkcjonariusze policji.
- Zeznawał 6 marca 1968 we Frankfurcie. Oskarżeni: Adolf Beckerle – były ambasador III Rzeszy w Bułgarii i Grecji, Fritz von Hahn – były wyższy urzędnik w niemieckim Ministerstwie Spraw Zagranicznych.
- Zeznawał dnia 28 sierpnia 1970 w Düsseldorfie. Oskarżonym był Franz Stangl – były komendant obozu w Treblince.